# Nabemba
Il monte Nabemba  è una montagna dell'Africa, situata nella Repubblica del Congo. 

## Geografia
Il monte Nabemba  con la sua altitudine di 1020 metri s.l.m., rappresenta il punto più elevato del territorio del paese. Si trova in una regione poco pololata, ad una cinquantina di km dalla città di Souanké. Nei pressi della montagna si trovano depositi di minerali ferrosi e sono in corso dei sondaggi in preparazione di un loro sfruttamento minerario. La torre Nabemba, il più alto grattacielo di Brazzaville, è così chiamata in onore della montagna.